# Новикова, Клавдия Александровна
Кла́вдия Алексан́дровна Но́викова (15 ноября 1913 года, Шуя, сегодня Ивановская область — 2 ноября 1984 года, Ленинград) — советский филолог, кандидат наук. Была специалистом по тунгусо-манчжурским языкам, внесла важный вклад в изучение эвенского языка и фольклора, эвенкийского и орокского языков.

## Биография
Окончила ЛГПИ. Преподавала эвенкийский язык в своей альма-матер в Ленинграде. В 1949 собрала важные материалы у ороков Сахалина. Учёная составила первое полное описание морфологии и фонетики эвенского языка. Приняла участие в создании «Сравнительного словаря тунгусо-маньчжурских языков» (1975 и 1977 годы).
Работы авторства К. А. Новиковой, а также написанные ею в соавторстве с другими специалистами, продолжали выходить до 2001 года включительно.